# Kalitta Air-vlucht 207

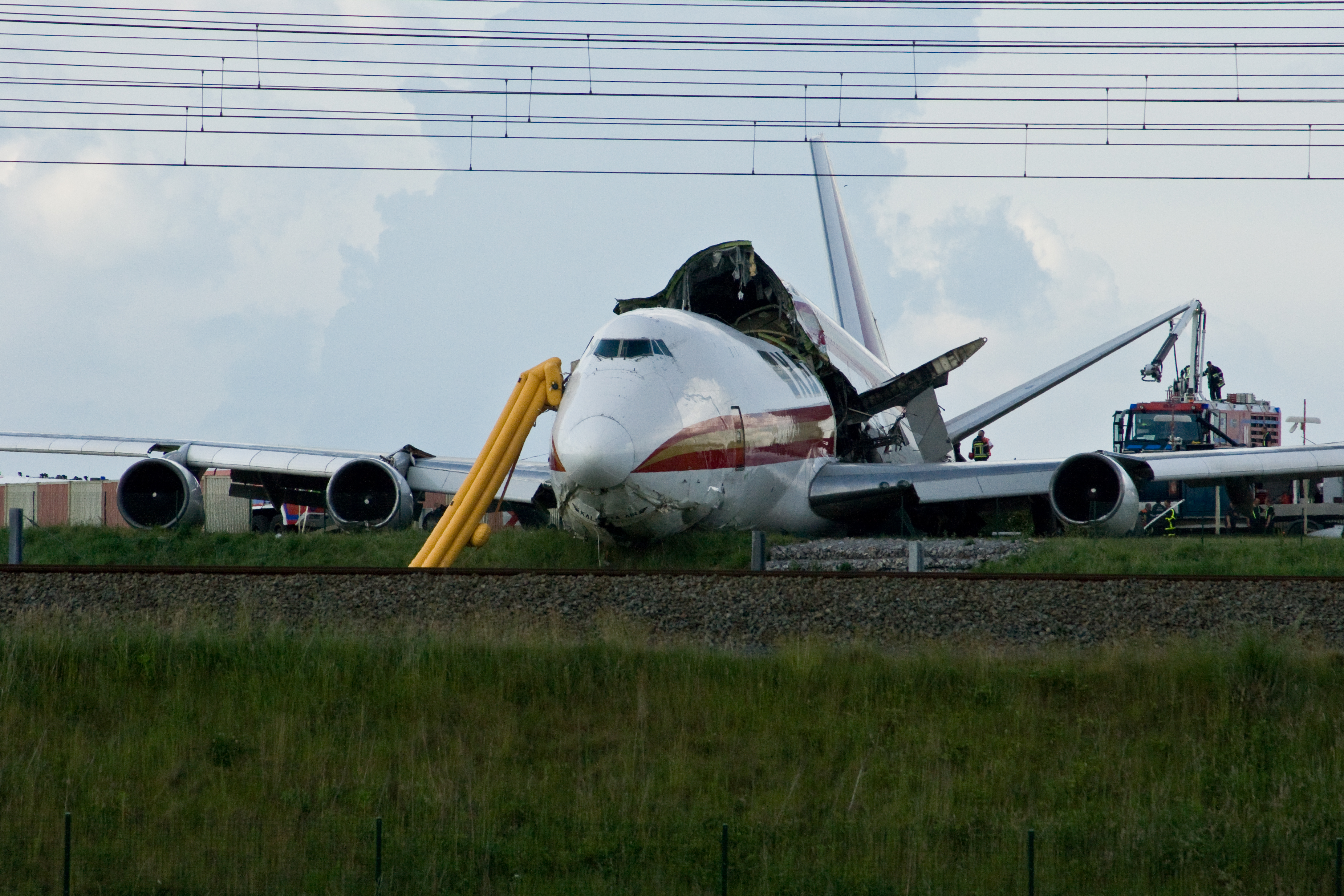
De gecrashte Boeing 747

Kalitta Air-vlucht 207  was een vrachtvlucht op 25 mei 2008 van Kalitta Air van Brussels Airport naar de luchthaven van Bahrein. De piloten braken na een explosie het opstijgen vanaf Brussels Airport af, maar het vliegtuig stopte niet op tijd. Het gleed door tot in een veld achter de startbaan en brak in drie stukken. De vijf inzittenden werden naar het ziekenhuis gebracht met lichte verwondingen.

## Chronologie
Het vliegtuig in kwestie, een Boeing 747-209F met vliegtuigregistratie "N704CK", was een dag eerder overgekomen van John F. Kennedy International Airport. De bedoeling was dat het vliegtuig na een stop op Brussels Airport verder zou vliegen naar de luchthaven van Bahrein.
Op 25 mei 2008 kreeg Kalitta Air-vlucht 207 om 12.29 uur toestemming om te vertrekken vanaf baan 19 op Brussels Airport. Onmiddellijk na de toestemming begonnen de piloten met snelheid maken en al vlug bereikte het toestel V1-snelheid. Vanaf deze snelheid kan het toestel niet meer veilig stoppen voor het einde van de landingsbaan bereikt wordt en zou er dus in alle gevallen opgestegen moeten worden. Enkele seconden later hoorden de piloten een zware explosie. Hoewel de piloten de V1-snelheid overschreden hadden, braken zij de start toch af en begon het vliegtuig af te remmen. Ze konden het vliegtuig echter niet tot stilstand brengen voor het einde van de landingsbaan. De piloten draaiden het toestel nog enkele graden alvorens het veld in te glijden. Zo konden ze voorkomen dat ze de landingslichten zouden raken. Het toestel gleed ongeveer 200 meter door het veld, waarna het 4 meter naar beneden viel en in drieën brak.

## Onderzoek
Het onderzoek werd gevoerd door de Air Accident Investigation Unit van de Federale Belgische Overheidsdienst Mobiliteit en Vervoer, hiernaast hielpen afgevaardigden van Kalitta Air, Boeing, Pratt & Whitney en de NTSB met het onderzoek.

### Bijzonderheden
- De explosie (waarschijnlijk een "compressor stall") was afkomstig van een torenvalk die in motor nummer 3 gezogen was.
- De piloten hebben voor het remmen geen gebruik gemaakt van de reverse thrust.
- Het vliegtuig was niet overbeladen.
- Er was geen probleem met de luchthaveninfrastructuur, het verongelukte toestel of de opleiding van de piloten.
- De luchthavenbrandweer was binnen de vooropgestelde 3 minuten ter plaatse.

## Oorzaken
De hoofdoorzaak van het ongeluk was dat de piloten het opstijgen afbraken hoewel ze de beslissingssnelheid (V1) overschreden hadden. Hiernaast werden er in het onderzoeksrapport ook nog verschillende andere factoren beschreven die bijdroegen aan het ongeluk.
- Motor nummer 3 viel uit nadat er een torenvalk ingezogen werd. Dit veroorzaakte een vermogensverlies van de motor.
- Het vliegtuig vertrok vanaf afslag B1 terwijl de piloten de benodigde lengte om te kunnen opstijgen berekend hadden op het feit dat ze de volledige landingsbaan ter beschikking hadden. Dit zorgde voor een lengteverschil van 300 m.
- De piloten hebben niet van alle beschikbare middelen om af te remmen gebruikgemaakt.
- Hoewel de startbaan volledig voldoet aan de normen van de ICAO, is er niet aan alle aanbevelingen voldaan. De strook achter het einde van de landingsbaan die voorzien moet zijn om een vliegtuig nog te kunnen dragen in het geval dat deze voorbij het einde van de startbaan glijdt, is langer dan de verplichte 90 m, maar de ICAO raadt aan om deze strook 240 m lang te maken, hetgeen niet het geval is op Brussels Airport.

## Gevolgen
- Het vliegtuig raakte onherstelbaar beschadigd.
- Het vliegverkeer op Brussels Airport ondervond maar weinig last van het ongeluk, maar het treinverkeer over de sporen die naast het toestel passeerden, moest enkele uren stilgelegd worden.
- De ILS-antennes van de luchthaven raakten beschadigd, samen met enkele lampen van de startbaan en het hekwerk aan het einde van de baan.
- Een klein gedeelte van de 85 ton brandstof die het toestel aan boord had, lekte uit het toestel, waardoor een gedeelte van de grond onder het toestel vervuild raakte en afgegraven moest worden.
- Het toestel werd dagenlang door Amerikaanse militairen bewaakt, het vermoeden bestond dat zich in de vracht een hoeveelheid aan wapens bevond.[1]

## Fotogalerij

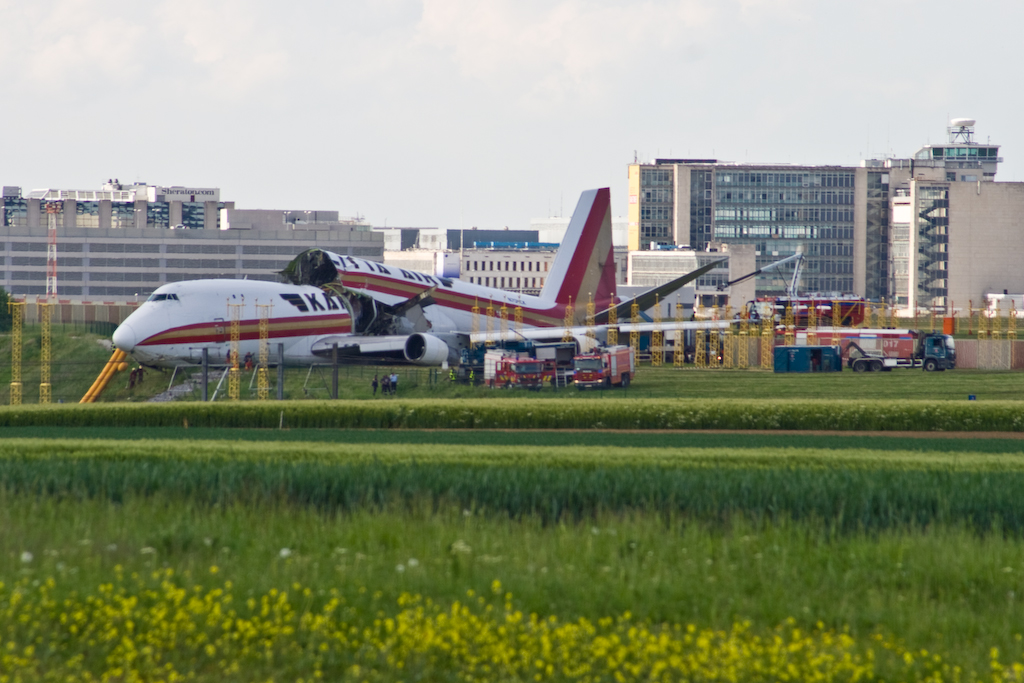
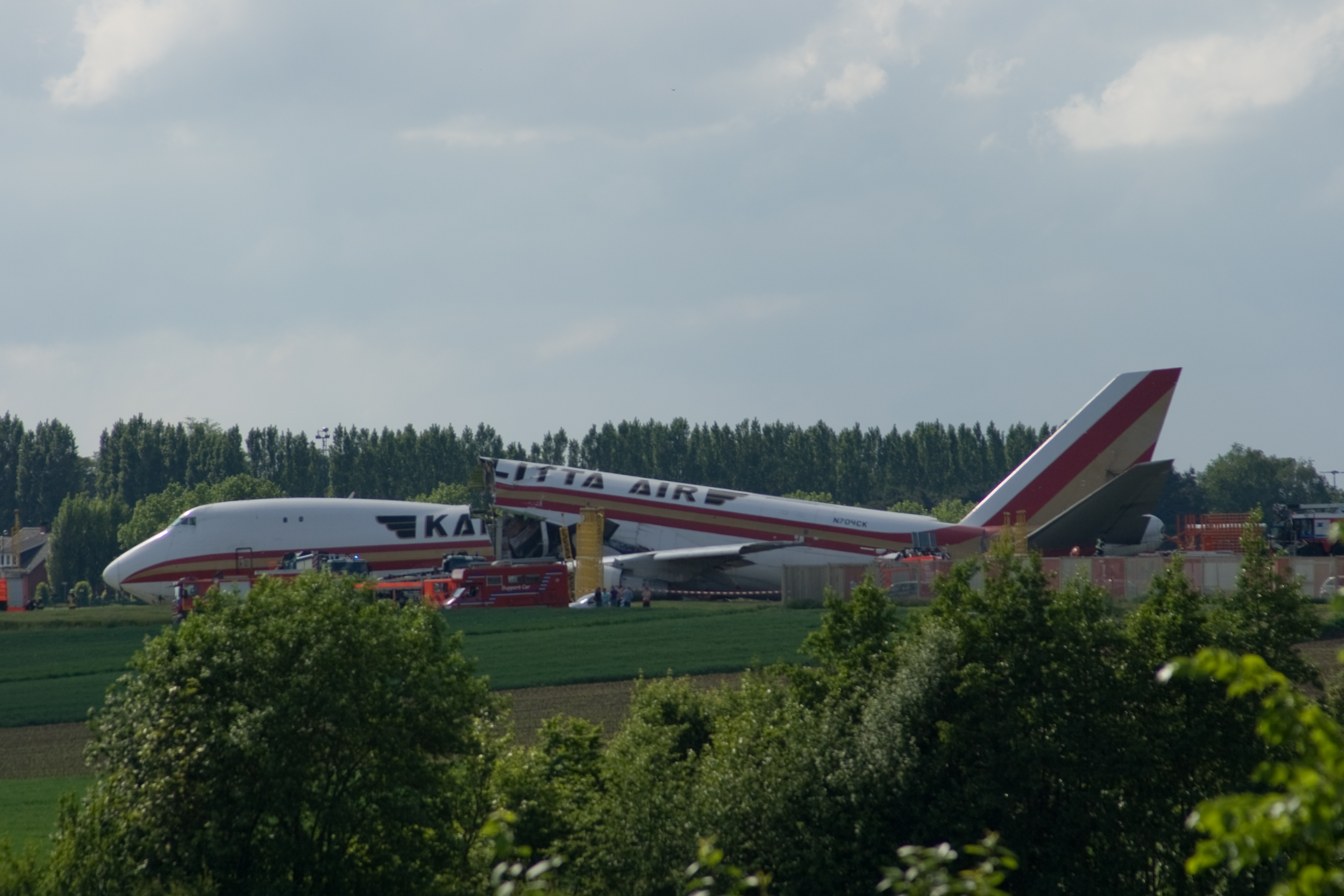
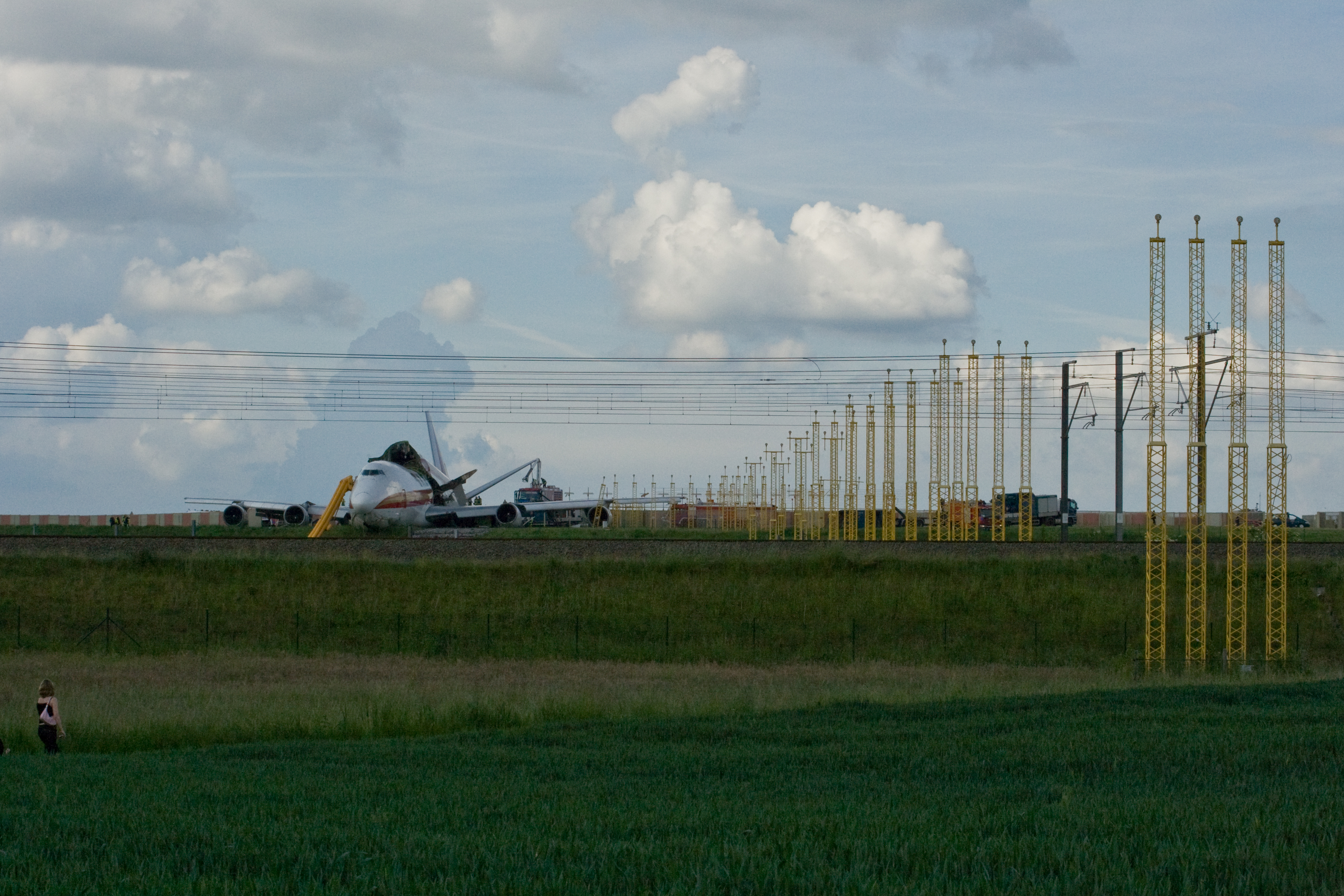
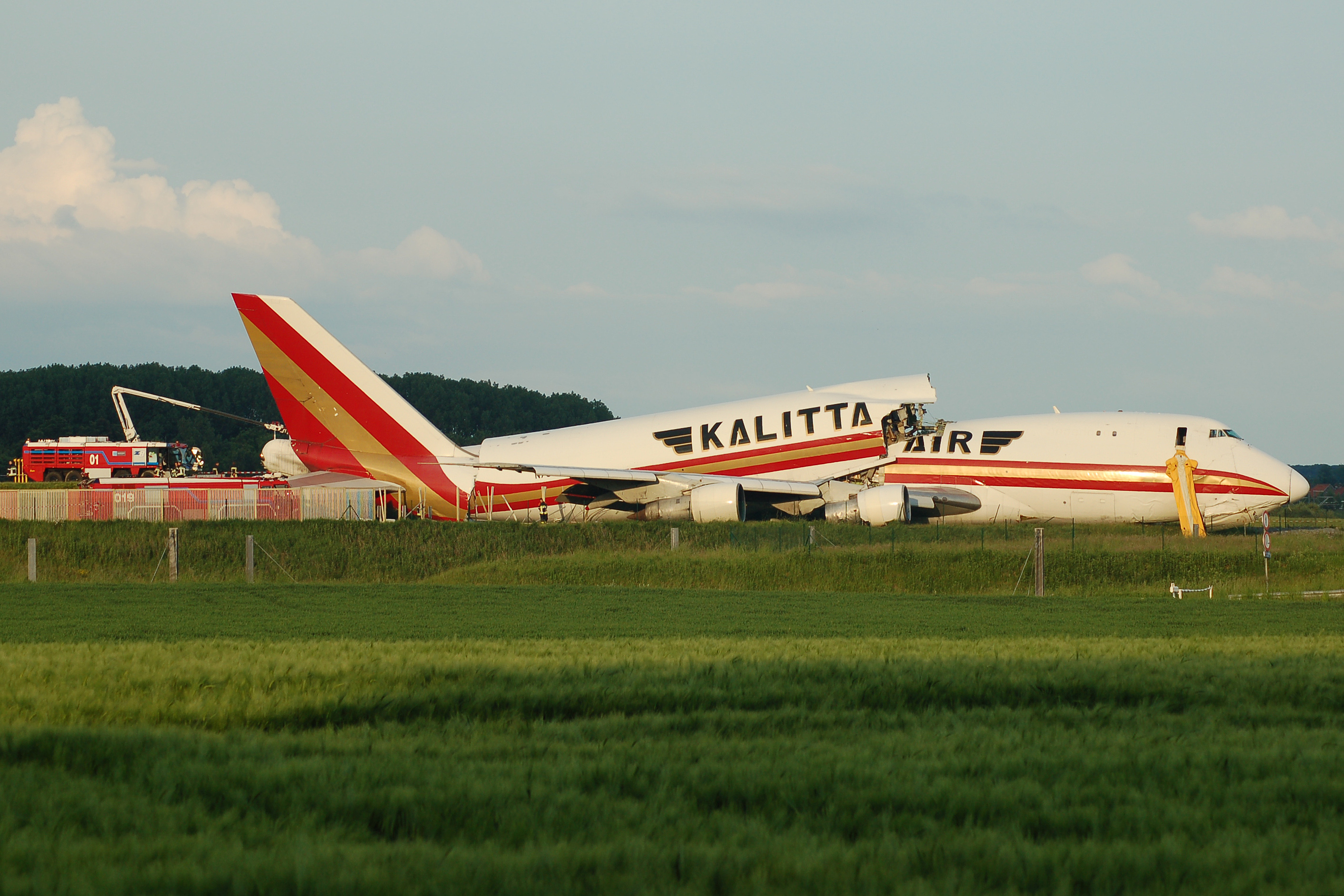